# 1re étape du Tour de France 2024
Pour un article plus général, voir Tour de France 2024.
La 1re étape du Tour de France 2024 se déroule en Italie le samedi 29 juin 2024 entre Florence (Toscane) et Rimini (Émilie-Romagne), sur une distance de 206 kilomètres.

## Parcours
La mise en jambes de ce 111e Tour de France s'avère costaude avec une première étape italienne oscillant entre un parcours très vallonné et un de moyenne montagne avec un dénivelé positif de 3 680 m. Après un départ dans la ville historique de Florence, la première ascension ne se fait guère attendre et les coureurs franchissent le premier col après un peu moins de 50 kilomètres, le col de Valico Tre Faggi (col de 2e catégorie) situé à une altitude de 930 m, soit après une élévation de 854 m depuis la ligne de départ florentine. Par la suite, le parcours n'est constitué que de montées et de descentes avec quatre cols de 3e catégorie et encore deux autres cols de 2e catégorie au programme. Le Tour de France emprunte pour la première fois les routes du territoire de la république de Saint-Marin, un micro-État européen enclavé à l'intérieur de l'Italie. La dernière montée située à Saint-Marin (col de 3e catégorie, montée de 7,1 km avec une moyenne de 4,8 %) est franchie à 26 kilomètres de l'arrivée située au bord de la mer Adriatique, dans la station balnéaire de Rimini.

## Déroulement de la course
La première attaque de ce Tour de France est à mettre à l’actif de Valentin Madouas dès le kilomètre zéro. Après plusieurs tentatives, un groupe de huit coureurs parvient à se détacher du peloton : Jonas Abrahamsen, Clément Champoussin, Sandy Dujardin, Ryan Gibbons, Ion Izagirre, Valentin Madouas, Matej Mohorič et Frank van den Broek. À l'arrière, Mark Cavendish, victime de la chaleur, est rapidement distancé. Dans la côte de San Leo, à cinquante kilomètres de l'arrivée, Romain Bardet passe à l'attaque et reprend les échappés les uns après les autres. Ben Healy essaie de l'imiter mais après plusieurs kilomètres en chasse-patate, il se résout à abandonner sa tentative. À l'avant, van den Broek attend Bardet et les deux hommes finissent par lâcher leurs derniers compagnons de route Madouas et Abrahamsen. Le duo de la dsm-firmenich PostNL résiste au retour du groupe des favoris lancé à leur poursuite et le Néerlandais laisse la victoire à Romain Bardet, qui en profite pour endosser le premier maillot jaune de sa carrière, pour son dernier Tour de France.

## Résultats
Cette section présente les résultats et prix obtenus au cours de l'étape.

### Classement de l'étape
| Classement de la 1re étape | Classement de la 1re étape | Classement de la 1re étape | Classement de la 1re étape | Classement de la 1re étape |
|                            | Coureur                    | Pays                       | Équipe                     | Temps                      |
| -------------------------- | -------------------------- | -------------------------- | -------------------------- | -------------------------- |
| 1er                        | Romain Bardet              | France                     | Team dsm-firmenich PostNL  | en 5 h 7 min 22 s          |
| 2e                         | Frank van den Broek        | Pays-Bas                   | Team dsm-firmenich PostNL  | + 0 s                      |
| 3e                         | Wout van Aert              | Belgique                   | Team Visma-Lease a Bike    | + 5 s                      |
| 4e                         | Tadej Pogačar              | Slovénie                   | UAE Team Emirates          | + 5 s                      |
| 5e                         | Maxim Van Gils             | Belgique                   | Lotto Dstny                | + 5 s                      |
| 6e                         | Alex Aranburu              | Espagne                    | Movistar Team              | + 5 s                      |
| 7e                         | Mads Pedersen              | Danemark                   | Lidl-Trek                  | + 5 s                      |
| 8e                         | Remco Evenepoel            | Belgique                   | Soudal Quick-Step          | + 5 s                      |
| 9e                         | Pello Bilbao               | Espagne                    | Bahrain Victorious         | + 5 s                      |
| 10e                        | Alberto Bettiol            | Italie                     | EF Education-EasyPost      | + 5 s                      |
| modifier                   |                            |                            |                            |                            |

### Bonifications en temps
|   | Coureur             | Pays     | Équipe                    | Secondes |
| - | ------------------- | -------- | ------------------------- | -------- |
| 1 | Romain Bardet       | France   | Team dsm-firmenich PostNL | 10 s     |
| 2 | Frank van den Broek | Pays-Bas | Team dsm-firmenich PostNL | 6 s      |
| 3 | Wout van Aert       | Belgique | Team Visma-Lease a Bike   | 4 s      |

### Points attribués
| Sprint intermédiaire Santa Sofia (km 86,6) | Sprint intermédiaire Santa Sofia (km 86,6) | Sprint intermédiaire Santa Sofia (km 86,6) | Sprint intermédiaire Santa Sofia (km 86,6) | Sprint intermédiaire Santa Sofia (km 86,6) |
| ------------------------------------------ | ------------------------------------------ | ------------------------------------------ | ------------------------------------------ | ------------------------------------------ |
|                                            | Coureur                                    | Pays                                       | Équipe                                     | Point(s)                                   |
| 1er                                        | Sandy Dujardin                             | France                                     | TotalEnergies                              | 20                                         |
| 2e                                         | Jonas Abrahamsen                           | Norvège                                    | Uno-X Mobility                             | 17                                         |
| 3e                                         | Ryan Gibbons                               | Afrique du Sud                             | Lidl-Trek                                  | 15                                         |
| 4e                                         | Valentin Madouas                           | France                                     | Groupama-FDJ                               | 13                                         |
| 5e                                         | Matej Mohorič                              | Slovénie                                   | Bahrain Victorious                         | 11                                         |
| 6e                                         | Clément Champoussin                        | France                                     | Arkéa-B&B Hotels                           | 10                                         |
| 7e                                         | Ion Izagirre                               | Espagne                                    | Cofidis                                    | 9                                          |
| 8e                                         | Frank van den Broek                        | Pays-Bas                                   | Team dsm-firmenich PostNL                  | 8                                          |
| 9e                                         | Jasper Philipsen                           | Belgique                                   | Alpecin-Deceuninck                         | 7                                          |
| 10e                                        | Mads Pedersen                              | Danemark                                   | Lidl-Trek                                  | 6                                          |
| 11e                                        | Sam Bennett                                | Irlande                                    | Decathlon-AG2R La Mondiale                 | 5                                          |
| 12e                                        | Bryan Coquard                              | France                                     | Cofidis                                    | 4                                          |
| 13e                                        | Biniam Girmay                              | Érythrée                                   | Intermarché-Wanty                          | 3                                          |
| 14e                                        | Jasper Stuyven                             | Belgique                                   | Lidl-Trek                                  | 2                                          |
| 15e                                        | Stefan Bissegger                           | Suisse                                     | EF Education-EasyPost                      | 1                                          |
| modifier                                   |                                            |                                            |                                            |                                            |

| Arrivée d'étape Rimini (km 206) | Arrivée d'étape Rimini (km 206) | Arrivée d'étape Rimini (km 206) | Arrivée d'étape Rimini (km 206) | Arrivée d'étape Rimini (km 206) |
| ------------------------------- | ------------------------------- | ------------------------------- | ------------------------------- | ------------------------------- |
|                                 | Coureur                         | Pays                            | Équipe                          | Point(s)                        |
| 1er                             | Romain Bardet                   | France                          | Team dsm-firmenich PostNL       | 30                              |
| 2e                              | Frank van den Broek             | Pays-Bas                        | Team dsm-firmenich PostNL       | 25                              |
| 3e                              | Wout van Aert                   | Belgique                        | Team Visma-Lease a Bike         | 22                              |
| 4e                              | Tadej Pogačar                   | Slovénie                        | UAE Team Emirates               | 19                              |
| 5e                              | Maxim Van Gils                  | Belgique                        | Lotto Dstny                     | 17                              |
| 6e                              | Alex Aranburu                   | Espagne                         | Movistar Team                   | 15                              |
| 7e                              | Mads Pedersen                   | Danemark                        | Lidl-Trek                       | 13                              |
| 8e                              | Remco Evenepoel                 | Belgique                        | Soudal Quick-Step               | 11                              |
| 9e                              | Pello Bilbao                    | Espagne                         | Bahrain Victorious              | 9                               |
| 10e                             | Alberto Bettiol                 | Italie                          | EF Education-EasyPost           | 7                               |
| 11e                             | Tom Pidcock                     | Royaume-Uni                     | Ineos Grenadiers                | 6                               |
| 12e                             | Egan Bernal                     | Colombie                        | Ineos Grenadiers                | 5                               |
| 13e                             | Ilan Van Wilder                 | Belgique                        | Soudal Quick-Step               | 4                               |
| 14e                             | Victor Campenaerts              | Belgique                        | Lotto Dstny                     | 3                               |
| 15e                             | Jai Hindley                     | Australie                       | Red Bull-Bora-Hansgrohe         | 2                               |
| modifier                        |                                 |                                 |                                 |                                 |

### Cols et côtes
| Col de Valico Tre Faggi (km 49,7) 2e catégorie (12,5 km à 5,1 %) | Col de Valico Tre Faggi (km 49,7) 2e catégorie (12,5 km à 5,1 %) | Col de Valico Tre Faggi (km 49,7) 2e catégorie (12,5 km à 5,1 %) | Col de Valico Tre Faggi (km 49,7) 2e catégorie (12,5 km à 5,1 %) | Col de Valico Tre Faggi (km 49,7) 2e catégorie (12,5 km à 5,1 %) |
| ---------------------------------------------------------------- | ---------------------------------------------------------------- | ---------------------------------------------------------------- | ---------------------------------------------------------------- | ---------------------------------------------------------------- |
|                                                                  | Coureur                                                          | Pays                                                             | Équipe                                                           | Point(s)                                                         |
| 1er                                                              | Ion Izagirre                                                     | Espagne                                                          | Cofidis                                                          | 5                                                                |
| 2e                                                               | Valentin Madouas                                                 | France                                                           | Groupama-FDJ                                                     | 3                                                                |
| 3e                                                               | Jonas Abrahamsen                                                 | Norvège                                                          | Uno-X Mobility                                                   | 2                                                                |
| 4e                                                               | Frank van den Broek                                              | Pays-Bas                                                         | Team dsm-firmenich PostNL                                        | 1                                                                |
| modifier                                                         |                                                                  |                                                                  |                                                                  |                                                                  |

| Côte des Forche (km 77,8) 3e catégorie (2,5 km à 6,2 %) | Côte des Forche (km 77,8) 3e catégorie (2,5 km à 6,2 %) | Côte des Forche (km 77,8) 3e catégorie (2,5 km à 6,2 %) | Côte des Forche (km 77,8) 3e catégorie (2,5 km à 6,2 %) | Côte des Forche (km 77,8) 3e catégorie (2,5 km à 6,2 %) |
| ------------------------------------------------------- | ------------------------------------------------------- | ------------------------------------------------------- | ------------------------------------------------------- | ------------------------------------------------------- |
|                                                         | Coureur                                                 | Pays                                                    | Équipe                                                  | Point(s)                                                |
| 1er                                                     | Jonas Abrahamsen                                        | Norvège                                                 | Uno-X Mobility                                          | 2                                                       |
| 2e                                                      | Ion Izagirre                                            | Espagne                                                 | Cofidis                                                 | 1                                                       |
| modifier                                                |                                                         |                                                         |                                                         |                                                         |

| Côte de Carnaio (km 98,3) 3e catégorie (10,5 km à 4,6 %) | Côte de Carnaio (km 98,3) 3e catégorie (10,5 km à 4,6 %) | Côte de Carnaio (km 98,3) 3e catégorie (10,5 km à 4,6 %) | Côte de Carnaio (km 98,3) 3e catégorie (10,5 km à 4,6 %) | Côte de Carnaio (km 98,3) 3e catégorie (10,5 km à 4,6 %) |
| -------------------------------------------------------- | -------------------------------------------------------- | -------------------------------------------------------- | -------------------------------------------------------- | -------------------------------------------------------- |
|                                                          | Coureur                                                  | Pays                                                     | Équipe                                                   | Point(s)                                                 |
| 1er                                                      | Ion Izagirre                                             | Espagne                                                  | Cofidis                                                  | 2                                                        |
| 2e                                                       | Jonas Abrahamsen                                         | Norvège                                                  | Uno-X Mobility                                           | 1                                                        |
| modifier                                                 |                                                          |                                                          |                                                          |                                                          |

| Côte de Barbotto (km 135,6) 2e catégorie (5,8 km à 7,6 %) | Côte de Barbotto (km 135,6) 2e catégorie (5,8 km à 7,6 %) | Côte de Barbotto (km 135,6) 2e catégorie (5,8 km à 7,6 %) | Côte de Barbotto (km 135,6) 2e catégorie (5,8 km à 7,6 %) | Côte de Barbotto (km 135,6) 2e catégorie (5,8 km à 7,6 %) |
| --------------------------------------------------------- | --------------------------------------------------------- | --------------------------------------------------------- | --------------------------------------------------------- | --------------------------------------------------------- |
|                                                           | Coureur                                                   | Pays                                                      | Équipe                                                    | Point(s)                                                  |
| 1er                                                       | Jonas Abrahamsen                                          | Norvège                                                   | Uno-X Mobility                                            | 5                                                         |
| 2e                                                        | Valentin Madouas                                          | France                                                    | Groupama-FDJ                                              | 3                                                         |
| 3e                                                        | Frank van den Broek                                       | Pays-Bas                                                  | Team dsm-firmenich PostNL                                 | 2                                                         |
| 4e                                                        | Matej Mohorič                                             | Slovénie                                                  | Bahrain Victorious                                        | 1                                                         |
| modifier                                                  |                                                           |                                                           |                                                           |                                                           |

| Côte de San Leo (km 157,3) 2e catégorie (4,6 km à 7,7 %) | Côte de San Leo (km 157,3) 2e catégorie (4,6 km à 7,7 %) | Côte de San Leo (km 157,3) 2e catégorie (4,6 km à 7,7 %) | Côte de San Leo (km 157,3) 2e catégorie (4,6 km à 7,7 %) | Côte de San Leo (km 157,3) 2e catégorie (4,6 km à 7,7 %) |
| -------------------------------------------------------- | -------------------------------------------------------- | -------------------------------------------------------- | -------------------------------------------------------- | -------------------------------------------------------- |
|                                                          | Coureur                                                  | Pays                                                     | Équipe                                                   | Point(s)                                                 |
| 1er                                                      | Valentin Madouas                                         | France                                                   | Groupama-FDJ                                             | 5                                                        |
| 2e                                                       | Jonas Abrahamsen                                         | Norvège                                                  | Uno-X Mobility                                           | 3                                                        |
| 3e                                                       | Frank van den Broek                                      | Pays-Bas                                                 | Team dsm-firmenich PostNL                                | 2                                                        |
| 4e                                                       | Romain Bardet                                            | France                                                   | Team dsm-firmenich PostNL                                | 1                                                        |
| modifier                                                 |                                                          |                                                          |                                                          |                                                          |

| Côte de Montemaggio (km 167,1) 3e catégorie (4,2 km à 6,6 %) | Côte de Montemaggio (km 167,1) 3e catégorie (4,2 km à 6,6 %) | Côte de Montemaggio (km 167,1) 3e catégorie (4,2 km à 6,6 %) | Côte de Montemaggio (km 167,1) 3e catégorie (4,2 km à 6,6 %) | Côte de Montemaggio (km 167,1) 3e catégorie (4,2 km à 6,6 %) |
| ------------------------------------------------------------ | ------------------------------------------------------------ | ------------------------------------------------------------ | ------------------------------------------------------------ | ------------------------------------------------------------ |
|                                                              | Coureur                                                      | Pays                                                         | Équipe                                                       | Point(s)                                                     |
| 1er                                                          | Frank van den Broek                                          | Pays-Bas                                                     | Team dsm-firmenich PostNL                                    | 2                                                            |
| 2e                                                           | Romain Bardet                                                | France                                                       | Team dsm-firmenich PostNL                                    | 1                                                            |
| modifier                                                     |                                                              |                                                              |                                                              |                                                              |

| \| Côte de San Marino (km 179,7) 3e catégorie (7,1 km à 4,8 %) \| Côte de San Marino (km 179,7) 3e catégorie (7,1 km à 4,8 %) \| Côte de San Marino (km 179,7) 3e catégorie (7,1 km à 4,8 %) \| Côte de San Marino (km 179,7) 3e catégorie (7,1 km à 4,8 %) \| Côte de San Marino (km 179,7) 3e catégorie (7,1 km à 4,8 %) \| \| ----------------------------------------------------------- \| ----------------------------------------------------------- \| ----------------------------------------------------------- \| ----------------------------------------------------------- \| ----------------------------------------------------------- \| \| \| Coureur \| Pays \| Équipe \| Point(s) \| \| 1er \| Frank van den Broek \| Pays-Bas \| Team dsm-firmenich PostNL \| 2 \| \| 2e \| Romain Bardet \| France \| Team dsm-firmenich PostNL \| 1 \| \| modifier \| \| \| \| \| |                     |          |                           |          |
| Côte de San Marino (km 179,7) 3e catégorie (7,1 km à 4,8 %) |                     |          |                           |          |
| | Coureur             | Pays     | Équipe                    | Point(s) |
| 1er | Frank van den Broek | Pays-Bas | Team dsm-firmenich PostNL | 2        |
| 2e | Romain Bardet       | France   | Team dsm-firmenich PostNL | 1        |
| modifier |                     |          |                           |          |

### Prix de la combativité
- Frank van den Broek (Team dsm-firmenich PostNL)

## Classements à l'issue de l'étape
Cette section présente le classement général et les différents classements annexes à l'issue de l'étape.

### Classement général
| Classement général | Classement général  | Classement général | Classement général        | Classement général |
|                    | Coureur             | Pays               | Équipe                    | Temps              |
| ------------------ | ------------------- | ------------------ | ------------------------- | ------------------ |
| 1er                | Romain Bardet       | France             | Team dsm-firmenich PostNL | en 5 h 7 min 12 s  |
| 2e                 | Frank van den Broek | Pays-Bas           | Team dsm-firmenich PostNL | + 4 s              |
| 3e                 | Wout van Aert       | Belgique           | Team Visma-Lease a Bike   | + 11 s             |
| 4e                 | Tadej Pogačar       | Slovénie           | UAE Team Emirates         | + 15 s             |
| 5e                 | Maxim Van Gils      | Belgique           | Lotto Dstny               | + 15 s             |
| 6e                 | Alex Aranburu       | Espagne            | Movistar Team             | + 15 s             |
| 7e                 | Mads Pedersen       | Danemark           | Lidl-Trek                 | + 15 s             |
| 8e                 | Remco Evenepoel     | Belgique           | Soudal Quick-Step         | + 15 s             |
| 9e                 | Pello Bilbao        | Espagne            | Bahrain Victorious        | + 15 s             |
| 10e                | Alberto Bettiol     | Italie             | EF Education-EasyPost     | + 15 s             |
| modifier           |                     |                    |                           |                    |

| Classement par points | Classement par points | Classement par points | Classement par points     | Classement par points |
| --------------------- | --------------------- | --------------------- | ------------------------- | --------------------- |
|                       | Coureur               | Pays                  | Équipe                    | Point(s)              |
| 1er                   | Frank van den Broek   | Pays-Bas              | Team dsm-firmenich PostNL | 33 points             |
| 2e                    | Romain Bardet         | France                | Team dsm-firmenich PostNL | 30 pts                |
| 3e                    | Wout van Aert         | Belgique              | Team Visma-Lease a Bike   | 22 pts                |
| 4e                    | Sandy Dujardin        | France                | TotalEnergies             | 20 pts                |
| 5e                    | Tadej Pogačar         | Slovénie              | UAE Team Emirates         | 19 pts                |
| 6e                    | Mads Pedersen         | Danemark              | Lidl-Trek                 | 19 pts                |
| 7e                    | Maxim Van Gils        | Belgique              | Lotto Dstny               | 17 pts                |
| 8e                    | Jonas Abrahamsen      | Norvège               | Uno-X Mobility            | 17 pts                |
| 9e                    | Alex Aranburu         | Espagne               | Movistar Team             | 15 pts                |
| 10e                   | Ryan Gibbons          | Afrique du Sud        | Lidl-Trek                 | 15 pts                |
| modifier              |                       |                       |                           |                       |

| Classement du meilleur grimpeur | Classement du meilleur grimpeur | Classement du meilleur grimpeur | Classement du meilleur grimpeur | Classement du meilleur grimpeur |
| ------------------------------- | ------------------------------- | ------------------------------- | ------------------------------- | ------------------------------- |
|                                 | Coureur                         | Pays                            | Équipe                          | Point(s)                        |
| 1er                             | Jonas Abrahamsen                | Norvège                         | Uno-X Mobility                  | 13 points                       |
| 2e                              | Valentin Madouas                | France                          | Groupama-FDJ                    | 11 pts                          |
| 3e                              | Frank van den Broek             | Pays-Bas                        | Team dsm-firmenich PostNL       | 9 pts                           |
| 4e                              | Ion Izagirre                    | Espagne                         | Cofidis                         | 8 pts                           |
| 5e                              | Romain Bardet                   | France                          | Team dsm-firmenich PostNL       | 3 pts                           |
| 6e                              | Matej Mohorič                   | Slovénie                        | Bahrain Victorious              | 1 pt                            |
| modifier                        |                                 |                                 |                                 |                                 |

| Classement général du meilleur jeune | Classement général du meilleur jeune | Classement général du meilleur jeune | Classement général du meilleur jeune | Classement général du meilleur jeune |
|                                      | Coureur                              | Pays                                 | Équipe                               | Temps                                |
| ------------------------------------ | ------------------------------------ | ------------------------------------ | ------------------------------------ | ------------------------------------ |
| 1er                                  | Frank van den Broek                  | Pays-Bas                             | Team dsm-firmenich PostNL            | en 5 h 7 min 16 s                    |
| 2e                                   | Maxim Van Gils                       | Belgique                             | Lotto Dstny                          | + 11 s                               |
| 3e                                   | Remco Evenepoel                      | Belgique                             | Soudal Quick-Step                    | + 11 s                               |
| 4e                                   | Tom Pidcock                          | Royaume-Uni                          | Ineos Grenadiers                     | + 11 s                               |
| 5e                                   | Ilan Van Wilder                      | Belgique                             | Soudal Quick-Step                    | + 11 s                               |
| 6e                                   | Matteo Jorgenson                     | États-Unis                           | Team Visma-Lease a Bike              | + 11 s                               |
| 7e                                   | Tobias Johannessen                   | Norvège                              | Uno-X Mobility                       | + 11 s                               |
| 8e                                   | Carlos Rodríguez                     | Espagne                              | Ineos Grenadiers                     | + 11 s                               |
| 9e                                   | Oscar Onley                          | Royaume-Uni                          | Team dsm-firmenich PostNL            | + 11 s                               |
| 10e                                  | Johannes Kulset                      | Norvège                              | Uno-X Mobility                       | + 11 s                               |
| modifier                             |                                      |                                      |                                      |                                      |

| Classement par équipes | Classement par équipes    | Classement par équipes | Classement par équipes |
|                        | Équipe                    | Pays                   | Temps                  |
| ---------------------- | ------------------------- | ---------------------- | ---------------------- |
| 1re                    | Team dsm-firmenich PostNL | Allemagne              | en 15 h 22 min 11 s    |
| 2e                     | Team Visma-Lease a Bike   | Pays-Bas               | + 10 s                 |
| 3e                     | Ineos Grenadiers          | Royaume-Uni            | + 10 s                 |
| 4e                     | Soudal Quick-Step         | Belgique               | + 10 s                 |
| 5e                     | Lidl-Trek                 | États-Unis             | + 10 s                 |
| 6e                     | Red Bull-Bora-Hansgrohe   | Allemagne              | + 10 s                 |
| 7e                     | EF Education-EasyPost     | États-Unis             | + 10 s                 |
| 8e                     | Movistar Team             | Espagne                | + 10 s                 |
| 9e                     | Bahrain Victorious        | Bahreïn                | + 10 s                 |
| 10e                    | UAE Team Emirates         | Émirats arabes unis    | + 10 s                 |
| modifier               |                           |                        |                        |

## Abandons
Un coureur a abandonné au cours de l'étape :
- Michele Gazzoli (Astana Qazaqstan) : abandon